# Liste der Kulturdenkmale in Thumby
In der Liste der Kulturdenkmale in Thumby sind alle Kulturdenkmale der schleswig-holsteinischen Gemeinde Thumby (Kreis Rendsburg-Eckernförde) und ihrer Ortsteile aufgelistet (Stand: 30. Juni 2025).
Die Bodendenkmale sind in der Liste der Bodendenkmale in Thumby aufgeführt.

## Legende
In den Spalten befinden sich folgende Informationen:
- Objekt-ID: die Nummer des Kulturdenkmales
- Lage: die Adresse des Kulturdenkmales und die geographischen Koordinaten. Kartenansicht, um Koordinaten zu setzen. In der Kartenansicht sind Kulturdenkmale ohne Koordinaten mit einem roten Marker dargestellt und können in der Karte gesetzt werden. Kulturdenkmale ohne Bild sind mit einem blauen Marker gekennzeichnet, Kulturdenkmale mit Bild mit einem grünen Marker.
- Offizielle Bezeichnung: Bezeichnung des Kulturdenkmales
- Beschreibung: die Beschreibung des Kulturdenkmales
- Bild: ein Bild des Kulturdenkmales

## Schutzzonen
| Objekt-ID | Lage                          | Offizielle Bezeichnung | Beschreibung | Bild |
| --------- | ----------------------------- | ---------------------- | --- | ---- |
| 13298     | (54° 35′ 40″ N, 9° 51′ 48″ O) | Dorf Sieseby           | Der Denkmalbereich umfasst das historische Dorf Sieseby und die das Dorf umgebenden Freiflächen. Er wird im Wesentlichen wie folgt begrenzt: 1. im Norden durch die südliche Uferlinie der Schlei; 2. im Westen durch die westliche Grenze der Uferbebauung und die östliche Grenze des westlichen Erschließungsweges bis zur Kreisstraße K 77; 3. im Süden durch die nördliche Grenze der Kreisstraße K 77 bis zur Straße nach Marienhof, durch die östliche Grenze der Straße nach Marienhof bis zum ersten nach Osten verlaufenden Knick, durch den nach Osten verlaufenden Knick und dessen Verlängerungslinie bis zur Einmündung der Straße „In den Tannen“ in die Kreisstraße K 77; 4. im Osten durch die Grenze zwischen dem Grünland der Auniederung an der Siesebek und der östlich angrenzenden Siedlung „In den Tannen“. - Schutzumfang: Schutzzweck dieser Verordnung ist es, den Siedlungsgrundriss und das Erscheinungsbild der Siedlung zu erhalten. Diese werden bestimmt durch die vorhandenen baulichen Anlagen, die Vor- und Hausgärten sowie die dazugehörigen Freiflächen und die Gestaltung der Straßen und Wege. | BW   |

## Sachgesamtheiten
| Objekt-ID      | Lage                                     | Offizielle Bezeichnung | Beschreibung | Bild                             |
| -------------- | ---------------------------------------- | ---------------------- | --- | -------------------------------- |
| 40899 Wikidata | Dorfstraße (54° 35′ 40″ N, 9° 51′ 38″ O) | Kirche Sieseby         | Aktualisierung vorgesehen - Begründung: geschichtlich, künstlerisch, städtebaulich, Kulturlandschaft prägend - Schutzumfang: Kirche mit Ausstattung, Kirchhof, Grabmale bis 1870, Gruft Kellinghusen, Lindenalleen, Lindenreihen, Feldsteinwall, Kirchhofspforte | weitere Fotos \| Fotos hochladen |

## Bauliche Anlagen
| Objekt-ID      | Lage                                               | Offizielle Bezeichnung          | Beschreibung | Bild                             |
| -------------- | -------------------------------------------------- | ------------------------------- | --- | -------------------------------- |
| 7914 Wikidata  | Alter Schulweg 1 (54° 35′ 42″ N, 9° 51′ 39″ O)     | ehem. Fährhaus                  | Alteintragung (Aktualisierung vorgesehen) - Begründung: geschichtlich, wissenschaftlich, städtebaulich - Schutzumfang: gesamtes Objekt - Denkmaltyp: Bauliche Anlage                                                 | Fotos hochladen                  |
| 7915 Wikidata  | Alter Schulweg 2 (54° 35′ 43″ N, 9° 51′ 37″ O)     | Kate (Rausch)                   | Alteintragung (Aktualisierung vorgesehen) - Begründung: geschichtlich, wissenschaftlich, städtebaulich - Schutzumfang: gesamtes Objekt - Denkmaltyp: Bauliche Anlage                                                 | Fotos hochladen                  |
| 7916 Wikidata  | Alter Schulweg 3 (54° 35′ 42″ N, 9° 51′ 38″ O)     | Kate (Dr. Müllenhoff)           | Alteintragung (Aktualisierung vorgesehen) - Begründung: geschichtlich, wissenschaftlich, städtebaulich - Schutzumfang: gesamtes Objekt - Denkmaltyp: Bauliche Anlage                                                 | Fotos hochladen                  |
| 27254 Wikidata | Alter Schulweg 3 (54° 35′ 41″ N, 9° 51′ 36″ O)     | Stall                           | Alteintragung (Aktualisierung vorgesehen) - Begründung: geschichtlich, wissenschaftlich, städtebaulich - Schutzumfang: gesamtes Objekt - Denkmaltyp: Bauliche Anlage                                                 | Fotos hochladen                  |
| 9213 Wikidata  | Alter Schulweg 4 + 6 (54° 35′ 40″ N, 9° 51′ 33″ O) | Alte Schule                     | Alteintragung (Aktualisierung vorgesehen) - Begründung: geschichtlich, wissenschaftlich, städtebaulich - Schutzumfang: gesamtes Objekt - Denkmaltyp: Bauliche Anlage                                                 | Fotos hochladen                  |
| 7917 Wikidata  | Alter Schulweg 5 (54° 35′ 40″ N, 9° 51′ 34″ O)     | Kate (Dr. Beyersdorf)           | Alteintragung (Aktualisierung vorgesehen) - Begründung: geschichtlich, wissenschaftlich, städtebaulich - Schutzumfang: gesamtes Objekt - Denkmaltyp: Bauliche Anlage                                                 | Fotos hochladen                  |
| 7888 Wikidata  | Börentwedt 1 (54° 35′ 0″ N, 9° 55′ 45″ O)          | Kate                            | Alteintragung (Aktualisierung vorgesehen) - Begründung: geschichtlich, wissenschaftlich, städtebaulich - Schutzumfang: gesamtes Objekt - Denkmaltyp: Bauliche Anlage                                                 | Fotos hochladen                  |
| 7889 Wikidata  | Börentwedt 2 (54° 34′ 59″ N, 9° 55′ 44″ O)         | Kate                            | Alteintragung (Aktualisierung vorgesehen) - Begründung: geschichtlich, städtebaulich - Schutzumfang: gesamtes Objekt - Denkmaltyp: Bauliche Anlage                                                                   | Fotos hochladen                  |
| 28426 Wikidata | Börentwedt 2 (54° 34′ 59″ N, 9° 55′ 43″ O)         | Schuppen                        | Alteintragung (Aktualisierung vorgesehen) - Begründung: geschichtlich, wissenschaftlich, städtebaulich - Schutzumfang: gesamtes Objekt - Denkmaltyp: Bauliche Anlage                                                 | BW                               |
| 7890 Wikidata  | Börentwedt 3 (54° 34′ 59″ N, 9° 55′ 47″ O)         | Wohnkate                        | Alteintragung (Aktualisierung vorgesehen) - Begründung: geschichtlich, wissenschaftlich, städtebaulich - Schutzumfang: gesamtes Objekt - Denkmaltyp: Bauliche Anlage                                                 | Fotos hochladen                  |
| 28427 Wikidata | Börentwedt 3 (54° 34′ 59″ N, 9° 55′ 47″ O)         | Schuppen                        | Alteintragung (Aktualisierung vorgesehen) - Begründung: geschichtlich, wissenschaftlich, städtebaulich - Schutzumfang: gesamtes Objekt - Denkmaltyp: Bauliche Anlage                                                 | BW                               |
| 7891 Wikidata  | Börentwedt 4 (54° 34′ 56″ N, 9° 55′ 52″ O)         | Kate                            | Alteintragung (Aktualisierung vorgesehen) - Begründung: geschichtlich, wissenschaftlich, städtebaulich - Schutzumfang: gesamtes Objekt - Denkmaltyp: Bauliche Anlage                                                 | Fotos hochladen                  |
| 7896 Wikidata  | Börentwedt 5 (54° 34′ 58″ N, 9° 55′ 49″ O)         | ehem. Schule                    | Alteintragung (Aktualisierung vorgesehen) - Begründung: geschichtlich, wissenschaftlich, städtebaulich - Schutzumfang: gesamtes Objekt - Denkmaltyp: Bauliche Anlage                                                 | Fotos hochladen                  |
| 7892 Wikidata  | Börentwedt 9 (54° 34′ 57″ N, 9° 55′ 54″ O)         | Kate                            | Alteintragung (Aktualisierung vorgesehen) - Begründung: geschichtlich, wissenschaftlich, städtebaulich - Schutzumfang: gesamtes Objekt - Denkmaltyp: Bauliche Anlage                                                 | Fotos hochladen                  |
| 7893 Wikidata  | Börentwedt 11 (54° 34′ 57″ N, 9° 55′ 55″ O)        | Kate                            | Alteintragung (Aktualisierung vorgesehen) - Begründung: geschichtlich, wissenschaftlich, städtebaulich - Schutzumfang: gesamtes Objekt - Denkmaltyp: Bauliche Anlage                                                 | Fotos hochladen                  |
| 7894 Wikidata  | Börentwedt 13 (54° 34′ 56″ N, 9° 55′ 58″ O)        | Kate                            | Alteintragung (Aktualisierung vorgesehen) - Begründung: geschichtlich, wissenschaftlich, städtebaulich - Schutzumfang: gesamtes Objekt - Denkmaltyp: Bauliche Anlage                                                 | Fotos hochladen                  |
| 28428 Wikidata | Börentwedt 13 (54° 34′ 56″ N, 9° 55′ 58″ O)        | Schuppen                        | Alteintragung (Aktualisierung vorgesehen) - Begründung: geschichtlich, wissenschaftlich, städtebaulich - Schutzumfang: gesamtes Objekt - Denkmaltyp: Bauliche Anlage                                                 | BW                               |
| 7895 Wikidata  | Börentwedt 15 (54° 34′ 57″ N, 9° 56′ 0″ O)         | Wohnkate                        | Alteintragung (Aktualisierung vorgesehen) - Begründung: geschichtlich, wissenschaftlich, städtebaulich - Schutzumfang: gesamtes Objekt - Denkmaltyp: Bauliche Anlage                                                 | Fotos hochladen                  |
| 7912 Wikidata  | Börentwedt 17 (54° 34′ 57″ N, 9° 56′ 1″ O)         | Wohnkate                        | Alteintragung (Aktualisierung vorgesehen) - Begründung: geschichtlich, wissenschaftlich, städtebaulich - Schutzumfang: gesamtes Objekt - Denkmaltyp: Bauliche Anlage                                                 | Fotos hochladen                  |
| 28429 Wikidata | Börentwedt 17 (54° 34′ 57″ N, 9° 56′ 2″ O)         | Stallgebäude                    | Alteintragung (Aktualisierung vorgesehen) - Begründung: geschichtlich, wissenschaftlich, städtebaulich - Schutzumfang: gesamtes Objekt - Denkmaltyp: Bauliche Anlage                                                 | BW                               |
| 9220 Wikidata  | Börentwedt 19 (54° 34′ 58″ N, 9° 56′ 4″ O)         | Kate                            | Alteintragung (Aktualisierung vorgesehen) - Begründung: geschichtlich, wissenschaftlich, städtebaulich - Schutzumfang: gesamtes Objekt - Denkmaltyp: Bauliche Anlage                                                 | Fotos hochladen                  |
| 7902 Wikidata  | Dorfstraße 7 (54° 35′ 35″ N, 9° 51′ 46″ O)         | Kate (Herold)                   | Alteintragung (Aktualisierung vorgesehen) - Begründung: geschichtlich, wissenschaftlich, städtebaulich - Schutzumfang: gesamtes Objekt - Denkmaltyp: Bauliche Anlage                                                 | Fotos hochladen                  |
| 7905 Wikidata  | Dorfstraße 11 (54° 35′ 37″ N, 9° 51′ 43″ O)        | Kate (Arndt)                    | Alteintragung (Aktualisierung vorgesehen) - Begründung: geschichtlich, wissenschaftlich, städtebaulich - Schutzumfang: gesamtes Objekt - Denkmaltyp: Bauliche Anlage                                                 | Fotos hochladen                  |
| 27255 Wikidata | Dorfstraße 11 (54° 35′ 37″ N, 9° 51′ 43″ O)        | Stall                           | Alteintragung (Aktualisierung vorgesehen) - Begründung: geschichtlich, wissenschaftlich, städtebaulich - Schutzumfang: gesamtes Objekt - Denkmaltyp: Bauliche Anlage                                                 | BW                               |
| 7906 Wikidata  | Dorfstraße 13 (54° 35′ 38″ N, 9° 51′ 42″ O)        | Kate                            | Alteintragung (Aktualisierung vorgesehen) - Begründung: geschichtlich, wissenschaftlich, städtebaulich - Schutzumfang: gesamtes Objekt - Denkmaltyp: Bauliche Anlage                                                 | Fotos hochladen                  |
| 27256 Wikidata | Dorfstraße 13 (54° 35′ 37″ N, 9° 51′ 42″ O)        | Stall                           | Alteintragung (Aktualisierung vorgesehen) - Begründung: geschichtlich, wissenschaftlich, städtebaulich - Schutzumfang: gesamtes Objekt - Denkmaltyp: Bauliche Anlage                                                 | BW                               |
| 7910 Wikidata  | Dorfstraße 15–17 (54° 35′ 39″ N, 9° 51′ 41″ O)     | Doppelhaus (Vogel/Hansen)       | Alteintragung (Aktualisierung vorgesehen) - Begründung: geschichtlich, wissenschaftlich, städtebaulich - Schutzumfang: gesamtes Objekt - Denkmaltyp: Bauliche Anlage                                                 | Fotos hochladen                  |
| 7911 Wikidata  | Dorfstraße 19 (54° 35′ 41″ N, 9° 51′ 40″ O)        | Gasthof „Schliekrog“            | Alteintragung (Aktualisierung vorgesehen) - Begründung: geschichtlich, wissenschaftlich, städtebaulich - Schutzumfang: gesamtes Objekt - Denkmaltyp: Bauliche Anlage                                                 | Fotos hochladen                  |
| 7913 Wikidata  | Dorfstraße 21 (54° 35′ 43″ N, 9° 51′ 40″ O)        | Doppelhaus (Marady)             | Alteintragung (Aktualisierung vorgesehen) - Begründung: geschichtlich, wissenschaftlich, städtebaulich - Schutzumfang: gesamtes Objekt - Denkmaltyp: Bauliche Anlage                                                 | BW                               |
| 8177 Wikidata  | Dorfstraße 24 (54° 35′ 37″ N, 9° 51′ 46″ O)        | Gasthaus Erich                  | Alteintragung (Aktualisierung vorgesehen) - Begründung: geschichtlich, wissenschaftlich, städtebaulich - Schutzumfang: gesamtes Objekt - Denkmaltyp: Bauliche Anlage                                                 | Fotos hochladen                  |
| 7903 Wikidata  | Dorfstraße 24 (54° 35′ 37″ N, 9° 51′ 47″ O)        | Scheune vom Gasthaus Erich      | Alteintragung (Aktualisierung vorgesehen) - Begründung: geschichtlich, wissenschaftlich, städtebaulich - Schutzumfang: gesamtes Objekt - Denkmaltyp: Bauliche Anlage                                                 | Fotos hochladen                  |
| 7904 Wikidata  | Dorfstraße 26 (54° 35′ 38″ N, 9° 51′ 46″ O)        | Kate (Prosch)                   | Alteintragung (Aktualisierung vorgesehen) - Begründung: geschichtlich, wissenschaftlich, städtebaulich - Schutzumfang: gesamtes Objekt - Denkmaltyp: Bauliche Anlage                                                 | Fotos hochladen                  |
| 7907 Wikidata  | Dorfstraße 28 (54° 35′ 38″ N, 9° 51′ 44″ O)        | Kate (Kressling)                | Alteintragung (Aktualisierung vorgesehen) - Begründung: geschichtlich, wissenschaftlich, städtebaulich - Schutzumfang: gesamtes Objekt - Denkmaltyp: Bauliche Anlage                                                 | Fotos hochladen                  |
| 7908 Wikidata  | Dorfstraße 30/32 (54° 35′ 39″ N, 9° 51′ 43″ O)     | Doppelhaus (Dammann/Schrandt)   | Alteintragung (Aktualisierung vorgesehen) - Begründung: geschichtlich, wissenschaftlich, städtebaulich - Schutzumfang: gesamtes Objekt - Denkmaltyp: Bauliche Anlage                                                 | Fotos hochladen                  |
| 7909 Wikidata  | Dorfstraße 34 (54° 35′ 39″ N, 9° 51′ 43″ O)        | Kate (Mohr)                     | Alteintragung (Aktualisierung vorgesehen) - Begründung: geschichtlich, wissenschaftlich, städtebaulich - Schutzumfang: gesamtes Objekt - Denkmaltyp: Bauliche Anlage                                                 | Fotos hochladen                  |
| 5126 Wikidata  | Dorfstraße (54° 35′ 40″ N, 9° 51′ 39″ O)           | Kirche mit Ausstattung          | Alteintragung (Aktualisierung vorgesehen) - Begründung: geschichtlich, künstlerisch, städtebaulich - Schutzumfang: gesamtes Objekt - Denkmaltyp: Bauliche Anlage, Sachgesamtheit: Kirche Sieseby                     | weitere Fotos \| Fotos hochladen |
| 841 Wikidata   | Grünholz 1 (54° 34′ 37″ N, 9° 57′ 0″ O)            | Gut Grünholz: Herrenhaus        | Alteintragung (Aktualisierung vorgesehen) - Begründung: Alteintragung (Aktualisierung vorgesehen) - Schutzumfang: Alteintragung (Aktualisierung vorgesehen) - Denkmaltyp: Bauliche Anlage                            | Fotos hochladen                  |
| 7885 Wikidata  | Gut Bienebek (54° 36′ 12″ N, 9° 53′ 16″ O)         | Herrenhaus                      | Alteintragung (Aktualisierung vorgesehen) - Begründung: Alteintragung (Aktualisierung vorgesehen) - Schutzumfang: Alteintragung (Aktualisierung vorgesehen) - Denkmaltyp: Bauliche Anlage                            | weitere Fotos \| Fotos hochladen |
| 7886 Wikidata  | Gut Bienebek (54° 36′ 13″ N, 9° 53′ 12″ O)         | Gerstenscheune                  | Alteintragung (Aktualisierung vorgesehen) - Begründung: Alteintragung (Aktualisierung vorgesehen) - Schutzumfang: Alteintragung (Aktualisierung vorgesehen) - Denkmaltyp: Bauliche Anlage                            | weitere Fotos \| Fotos hochladen |
| 8086 Wikidata  | Gut Bienebek (54° 36′ 12″ N, 9° 53′ 19″ O)         | Scheune mit Speicher und Remise | Alteintragung (Aktualisierung vorgesehen) - Begründung: Alteintragung (Aktualisierung vorgesehen) - Schutzumfang: Alteintragung (Aktualisierung vorgesehen) - Denkmaltyp: Bauliche Anlage                            | weitere Fotos \| Fotos hochladen |
| 10295 Wikidata | Gut Bienebek (54° 36′ 13″ N, 9° 53′ 17″ O)         | Pferdestall                     | Alteintragung (Aktualisierung vorgesehen) - Begründung: Alteintragung (Aktualisierung vorgesehen) - Schutzumfang: Alteintragung (Aktualisierung vorgesehen) - Denkmaltyp: Bauliche Anlage                            | weitere Fotos \| Fotos hochladen |
| 10297 Wikidata | Gut Bienebek 8 (54° 36′ 13″ N, 9° 53′ 8″ O)        | Bootsanleger                    | Alteintragung (Aktualisierung vorgesehen) - Begründung: Alteintragung (Aktualisierung vorgesehen) - Schutzumfang: Alteintragung (Aktualisierung vorgesehen) - Denkmaltyp: Bauliche Anlage                            | weitere Fotos \| Fotos hochladen |
| 7918 Wikidata  | Scharmatt (54° 35′ 45″ N, 9° 51′ 54″ O)            | ehem. Schmiede                  | Alteintragung (Aktualisierung vorgesehen) - Begründung: geschichtlich, wissenschaftlich, städtebaulich - Schutzumfang: Alteintragung (Aktualisierung vorgesehen) - Denkmaltyp: Bauliche Anlage                       | BW                               |
| 7919 Wikidata  | Scharmatt (54° 35′ 45″ N, 9° 51′ 53″ O)            | Wohnhaus der Schmiede           | Alteintragung (Aktualisierung vorgesehen) - Begründung: geschichtlich, wissenschaftlich, städtebaulich - Schutzumfang: Alteintragung (Aktualisierung vorgesehen) - Denkmaltyp: Bauliche Anlage                       | BW                               |
| 10077 Wikidata | Schleiweg 1/2 (54° 35′ 45″ N, 9° 51′ 53″ O)        | Wohnhaus                        | Alteintragung (Aktualisierung vorgesehen) - Begründung: geschichtlich, Kulturlandschaft prägend - Schutzumfang: Alteintragung (Aktualisierung vorgesehen) - Denkmaltyp: Bauliche Anlage                              | BW                               |
| 7901 Wikidata  | Sensby 1 (54° 35′ 51″ N, 9° 54′ 23″ O)             | Doppelwohnkate                  | Alteintragung (Aktualisierung vorgesehen) - Begründung: geschichtlich, städtebaulich - Schutzumfang: Alteintragung (Aktualisierung vorgesehen) - Denkmaltyp: Bauliche Anlage                                         | Fotos hochladen                  |
| 9221 Wikidata  | Sensby 4 (54° 35′ 53″ N, 9° 54′ 44″ O)             | Wohnkate                        | Alteintragung (Aktualisierung vorgesehen) - Begründung: geschichtlich, städtebaulich - Schutzumfang: Alteintragung (Aktualisierung vorgesehen) - Denkmaltyp: Bauliche Anlage                                         | Fotos hochladen                  |
| 9222 Wikidata  | Sensby 5 (54° 35′ 50″ N, 9° 54′ 33″ O)             | Mehrfamilienwohnhaus            | Alteintragung (Aktualisierung vorgesehen) - Begründung: geschichtlich, städtebaulich - Schutzumfang: Alteintragung (Aktualisierung vorgesehen) - Denkmaltyp: Bauliche Anlage                                         | Fotos hochladen                  |
| 9223 Wikidata  | Sensby 6 (54° 35′ 53″ N, 9° 54′ 47″ O)             | Doppelwohnkate                  | Alteintragung (Aktualisierung vorgesehen) - Begründung: geschichtlich, städtebaulich - Schutzumfang: Alteintragung (Aktualisierung vorgesehen) - Denkmaltyp: Bauliche Anlage                                         | Fotos hochladen                  |
| 28425 Wikidata | Sensby 6 (54° 35′ 53″ N, 9° 54′ 47″ O)             | Stallgebäude                    | Alteintragung (Aktualisierung vorgesehen) - Begründung: geschichtlich, städtebaulich - Schutzumfang: Alteintragung (Aktualisierung vorgesehen) - Denkmaltyp: Bauliche Anlage                                         | BW                               |
| 749 Wikidata   | Staun (54° 35′ 40″ N, 9° 55′ 41″ O)                | Gut Staun: Herrenhaus           | Alteintragung (Aktualisierung vorgesehen) - Begründung: geschichtlich, künstlerisch, städtebaulich, Kulturlandschaft prägend - Schutzumfang: Alteintragung (Aktualisierung vorgesehen) - Denkmaltyp: Bauliche Anlage | BW                               |

## Gründenkmale
| Objekt-ID      | Lage                                       | Offizielle Bezeichnung | Beschreibung | Bild            |
| -------------- | ------------------------------------------ | ---------------------- | --- | --------------- |
| 6724 Wikidata  | Dorfstraße (54° 35′ 39″ N, 9° 51′ 39″ O)   | Kirchhof               | Alteintragung (Aktualisierung vorgesehen) - Begründung: geschichtlich, Kulturlandschaft prägend - Schutzumfang: Kirchhof, Grabmale bis 1870, Gruft Kellinghusen, Lindenalleen, Lindenreihen, Feldsteinwall, Kirchhofspforte - Denkmaltyp: Gründenkmal, Sachgesamtheit: Kirche Sieseby | Fotos hochladen |
| 10296 Wikidata | Gut Bienebek (54° 36′ 10″ N, 9° 53′ 18″ O) | Gutsgarten             | Alteintragung (Aktualisierung vorgesehen) - Begründung: geschichtlich, Kulturlandschaft prägend - Schutzumfang: Gutsgarten, zwei Randalleen im Garten - Denkmaltyp: Gründenkmal | BW              |

## Ehemalige Kulturdenkmale
| Objekt-ID     | Lage                                       | Offizielle Bezeichnung  | Beschreibung | Bild                             |
| ------------- | ------------------------------------------ | ----------------------- | ------------ | -------------------------------- |
| 7887 Wikidata | Gut Bienebek (54° 36′ 10″ N, 9° 53′ 15″ O) | Wohnhaus „Alte Meierei“ | ehemalig     | weitere Fotos \| Fotos hochladen |

## Quelle
- Liste der Kulturdenkmale in Schleswig-Holstein – Kreis Rendsburg-Eckernförde

- Karte mit allen Koordinaten:
- OSM |
- WikiMap